# Enteròcit

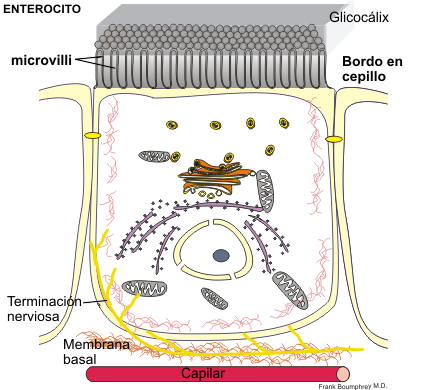
Dibuix esquemàtic d'un enteròcit

Els enteròcits, o cèl·lules absorbents del budell, són un dels quatre principals tipus de cèl·lules de l'epiteli intestinal. Es troben en l'intestí prim i en el còlon. Fan la digestió i transporten les molècules nutritives des de l'interior de l'intestí. També tenen una funció secretora.

## Descripció
Són cèl·lules cilíndriques amb el seu pol apical amb microvellositats. El seu citoplasma és ric en reticle endoplasmàtic llis que té un paper fonamental en l'absorció de lípids, els quals passen ràpidament a l'aparell de Golgi on es combinen amb lipoproteïnes per tal de formar els quilomicrons que són transportats cap a la membrana lateral de la cèl·lula per arribar als vasos del sistema limfàtic.
Secreten una lactasa (Beta-galactosidasa) capaç d'hidrolitzar la lactosa. Són l'estructura absorbent de l'intestí.

## Funcions principals

Membrana apical i membrana basolateral

Les principals funcions dels enteròcits inclouen:
- Absorció d'ions, inclou el sodi, el calci,[8] el magnesi, el zinc, el coure i el ferro. Normalment es produeix per mitjà d'un sistema de transport actiu.
- Absorció d'aigua. Segons el gradient osmòtic establert per la relació Na+/K+ ATPasa.[9]
- Captació de sucre. a través de l'acció del glicocàlix.[10]
- Captació de pèptids i aminoàcids. En el glicocàlix la peptidasa trenca les proteïnes en aminoàcids o pèptids.
- Captació de lípids. Els lípids es trenquen per l'acció de la lipasa i la bilis i d'aquí es difonen en els enteròcits.
- Captació de vitamines. Entre elles, la B12,[11] que entra en els enteròcits per endocitosi una vegada s'ha unit al factor intrínsec.[12] L'endosoma d'aquestes cèl·lules la transforma abans de ser alliberada al torrent sanguini mitjançant un transportador ABC específic localitzat a la seva membrana.
- Reabsorció de les sals biliars. En l'anomenada circulació enterohepàtica.
- Transferència i secreció d'immunoglobulines.[13]

## Patologia
- Intolerància a la fructosa.[14]
- Intolerància a la lactosa.
- Anèmia perniciosa.
- Displàsia epitelial intestinal congènita.[15]
- Deficiència congènita enterocitària d'heparan sulfat.[16]
- Atròfia microvellositària intestinal.[17]